# Quyền Anh tại Đại hội Thể thao Đông Nam Á 2019
Quyền Anh tại Đại hội Thể thao Đông Nam Á năm 2019 diễn ra từ ngày 4 đến ngày 9 tháng 12 năm 2019 tại Philippine International Convention Center Forum, thành phố Pasay, Metro Manila, Philippines.
Chủ nhà Philippines đã xuất sắc giành ngôi nhất toàn đoàn môn Quyền Anh tại Đại hội Thể thao Đông Nam Á năm 2019, đánh dấu lần đầu tiên kể từ năm 2005 họ xếp thứ nhất toàn đoàn. Với thành tích ấn tượng gồm 7 huy chương vàng, 3 huy chương bạc và 2 huy chương đồng, đoàn Philippines có đến 12 trên tổng số 13 võ sĩ tham dự bước lên bục nhận huy chương. Trong đó, các tay đấm dày dạn kinh nghiệm như hai tuyển thủ Olympic Rogen Ladon và Charly Suarez, cùng á quân Giải vô địch thế giới AIBA 2019 – Eumir Marcial – đã thi đấu nổi bật, góp phần quan trọng vào thành tích chung của đội tuyển.
Ở nội dung dành cho nữ, hai nhà vô địch thế giới Josie Gabuco và Nesthy Petecio đã dẫn dắt đội hình bằng phong độ xuất sắc. Gabuco ghi dấu ấn lịch sử với tấm huy chương vàng SEA Games thứ năm trong sự nghiệp, trong khi Petecio cuối cùng cũng chạm tay vào vinh quang sau hai lần lỡ hẹn đáng tiếc vào các năm 2013 và 2015. Võ sĩ duy nhất của Philippines không giành được huy chương là nhà đương kim vô địch hạng dưới nặng John Marvin, người đã để thua võ sĩ Trương Đình Hoàng của Việt Nam tại vòng tứ kết. Trận đấu chứng kiến Marvin bị đánh ngã ngay trong hiệp đầu và sau đó thất bại bằng quyết định chia điểm của trọng tài.
Thái Lan là đoàn về nhì với 5 huy chương vàng, trong đó nổi bật là những cái tên kỳ cựu như Chatchai Butdee và Wuttichai Masuk. Việt Nam là quốc gia duy nhất ngoài hai cường quốc kể trên giành được huy chương vàng môn quyền anh, với chiến thắng ấn tượng của Nguyễn Thị Tâm ở hạng cân flyweight nữ.

## Quốc gia tham dự
- Campuchia (8)
- Indonesia (9)
- Lào (6)
- Malaysia (5)
- Myanmar (6)
- Philippines (13)
- Singapore (4)
- Thái Lan (10)
- Đông Timor (4)
- Việt Nam (10)

## Tóm tắt kết quả

### Nam
| Hạng cân                   | Vàng                             | Bạc                               | Đồng                                       |
| -------------------------- | -------------------------------- | --------------------------------- | ------------------------------------------ |
| Light flyweight (46–49 kg) | Carlo Paalam · Philippines       | Kornelis Kwangu Langu · Indonesia | Muhamad Fuad Redzuan · Malaysia            |
| Light flyweight (46–49 kg) | Carlo Paalam · Philippines       | Kornelis Kwangu Langu · Indonesia | Sao Rangsey · Campuchia                    |
| Flyweight (52 kg)          | Rogen Ladon · Philippines        | Ammarit Yaodam · Thái Lan         | Jose Barreto Quintas da Silva · Đông Timor |
| Flyweight (52 kg)          | Rogen Ladon · Philippines        | Ammarit Yaodam · Thái Lan         | Mohamed Hanurdeen Hamid · Singapore        |
| Bantamweight (56 kg)       | Chatchai-decha Butdee · Thái Lan | Nguyễn Văn Đương · Việt Nam       | Ian Clark Bautista · Philippines           |
| Bantamweight (56 kg)       | Chatchai-decha Butdee · Thái Lan | Nguyễn Văn Đương · Việt Nam       | Naing Latt · Myanmar                       |
| Lightweight (60 kg)        | Charly Suarez · Philippines      | Khunatip Pidnuch · Thái Lan       | Vũ Thành Đạt · Việt Nam                    |
| Lightweight (60 kg)        | Charly Suarez · Philippines      | Khunatip Pidnuch · Thái Lan       | Farrand Papendang · Indonesia              |
| Light welterweight (64 kg) | James Palicte · Philippines      | Nguyễn Văn Hải · Việt Nam         | Yon Daroth · Campuchia                     |
| Light welterweight (64 kg) | James Palicte · Philippines      | Nguyễn Văn Hải · Việt Nam         | Atichai Phoemsap · Thái Lan                |
| Welterweight (69 kg)       | Wuttichai Masuk · Thái Lan       | Marjon Piañar · Philippines       | Greece Savon Simangunsong · Indonesia      |
| Middleweight (75 kg)       | Eumir Marcial · Philippines      | Nguyễn Mạnh Cường · Việt Nam      | Mohd Aswan Che Azmi · Malaysia             |
| Middleweight (75 kg)       | Eumir Marcial · Philippines      | Nguyễn Mạnh Cường · Việt Nam      | Siv Songmeng · Campuchia                   |
| Light heavyweight (81 kg)  | Anavat Thongkrathok · Thái Lan   | Trương Đình Hoàng · Việt Nam      | Khir Akyazlan Azmi · Malaysia              |
| Light heavyweight (81 kg)  | Anavat Thongkrathok · Thái Lan   | Trương Đình Hoàng · Việt Nam      | Frederico Soares Sarmento · Đông Timor     |

### Nữ
| Hạng cân                | Vàng                          | Bạc                       | Đồng                           |
| ----------------------- | ----------------------------- | ------------------------- | ------------------------------ |
| Light flyweight (48 kg) | Josie Gabuco · Philippines    | Endang · Indonesia        | Aye Nyein Htoo · Myanmar       |
| Light flyweight (48 kg) | Josie Gabuco · Philippines    | Endang · Indonesia        | Trịnh Thị Diễm Kiều · Việt Nam |
| Flyweight (51 kg)       | Nguyễn Thị Tâm · Việt Nam     | Irish Magno · Philippines | Nao Srey Pov · Campuchia       |
| Flyweight (51 kg)       | Nguyễn Thị Tâm · Việt Nam     | Irish Magno · Philippines | Jutamas Jitpong · Thái Lan     |
| Bantamweight (54 kg)    | Nilawan Techasuep · Thái Lan  | Đỗ Nhã Uyên · Việt Nam    | Aira Villegas · Philippines    |
| Bantamweight (54 kg)    | Nilawan Techasuep · Thái Lan  | Đỗ Nhã Uyên · Việt Nam    | Silpa Lau Ratu · Indonesia     |
| Featherweight (57 kg)   | Nesthy Petecio · Philippines  | Nwe Ni Oo · Myanmar       | not awarded                    |
| Lightweight (60 kg)     | Sudaporn Seesondee · Thái Lan | Riza Pasuit · Philippines | Vy Sreykhouch · Campuchia      |
| Lightweight (60 kg)     | Sudaporn Seesondee · Thái Lan | Riza Pasuit · Philippines | Huswatun Hasanah · Indonesia   |

## Bảng huy chương
| Hạng               | Đoàn               | Vàng | Bạc | Đồng | Tổng số |
| ------------------ | ------------------ | ---- | --- | ---- | ------- |
| 1                  | Philippines        | 7    | 3   | 2    | 12      |
| 2                  | Thái Lan           | 5    | 2   | 2    | 9       |
| 3                  | Việt Nam           | 1    | 5   | 2    | 8       |
| 4                  | Indonesia          | 0    | 2   | 4    | 6       |
| 5                  | Myanmar            | 0    | 1   | 2    | 3       |
| 6                  | Campuchia          | 0    | 0   | 5    | 5       |
| 7                  | Malaysia           | 0    | 0   | 3    | 3       |
| 8                  | Đông Timor         | 0    | 0   | 2    | 2       |
| 9                  | Singapore          | 0    | 0   | 1    | 1       |
| Tổng số (9 đơn vị) | Tổng số (9 đơn vị) | 13   | 13  | 23   | 49      |

## Kết quả chi tiết

### Nam Light Flyweight (49kg)
|  | Tứ kết                         | Tứ kết                         | Tứ kết |  |  | Bán kết                         | Bán kết                         | Bán kết                     |                             |   | Chung kết          | Chung kết          | Chung kết |  |
|  |                                |                                |        |  |  |                                 |                                 |                             |                             |   |                    |                    |           |  |
|  |                                |                                |        |  |  | Muhamad Fuad Mohd Redzuan (MAS) | Muhamad Fuad Mohd Redzuan (MAS) | 0                           |                             |   |                    |                    |           |  |
|  | Carlo Paalam (PHI)             | Carlo Paalam (PHI)             | 5      |  |  | Carlo Paalam (PHI)              | Carlo Paalam (PHI)              | 5                           |                             |   |                    |                    |           |  |
|  | Khamsathone Khamphouvanh (LAO) | Khamsathone Khamphouvanh (LAO) | 0      |  |  |                                 |                                 |                             |                             |   | Carlo Paalam (PHI) | Carlo Paalam (PHI) | 5         |  |
|  | Bùi Công Danh Lợi (VIE)        | Bùi Công Danh Lợi (VIE)        | 2      |  |  |                                 |                                 | Kornelis Kwangu Langu (INA) | Kornelis Kwangu Langu (INA) | 0 |                    |                    |           |  |
|  | Kornelis Kwangu Langu (INA)    | Kornelis Kwangu Langu (INA)    | 3      |  |  | Kornelis Kwangu Langu (INA)     | Kornelis Kwangu Langu (INA)     | 5                           |                             |   |                    |                    |           |  |
|  |                                |                                |        |  |  | Sao Rangsey (CAM)               | Sao Rangsey (CAM)               | 0                           |                             |   |                    |                    |           |  |

### Nam Flyweight (51kg)
|  | Vòng sơ loại        | Vòng sơ loại        | Vòng sơ loại |  |  | Tứ kết                              | Tứ kết                              | Tứ kết                            |                                   |   | Bán kết                             | Bán kết                             | Bán kết              |                      |   | Chung kết | Chung kết | Chung kết |  |
|  |                     |                     |              |  |  |                                     |                                     |                                   |                                   |   |                                     |                                     |                      |                      |   |           |           |           |  |
|  |                     |                     |              |  |  | Rogen Ladon (PHI)                   | Rogen Ladon (PHI)                   | 4                                 |                                   |   |                                     |                                     |                      |                      |   |           |           |           |  |
|  | Moe Zaw Myint (MYA) | Moe Zaw Myint (MYA) | 0            |  |  | Aldoms Suguro (INA)                 | Aldoms Suguro (INA)                 | 1                                 |                                   |   |                                     |                                     |                      |                      |   |           |           |           |  |
|  | Aldoms Suguro (INA) | Aldoms Suguro (INA) | 5            |  |  |                                     |                                     |                                   |                                   |   | Rogen Ladon (PHI)                   | Rogen Ladon (PHI)                   | 5                    |                      |   |           |           |           |  |
|  |                     |                     |              |  |  |                                     |                                     | Mohamed Hanurdeen Bin Hamid (SGP) | Mohamed Hanurdeen Bin Hamid (SGP) | 0 |                                     |                                     |                      |                      |   |           |           |           |  |
|  |                     |                     |              |  |  | Mohamed Hanurdeen Bin Hamid (SGP)   | Mohamed Hanurdeen Bin Hamid (SGP)   | 4                                 |                                   |   |                                     |                                     |                      |                      |   |           |           |           |  |
|  |                     |                     |              |  |  | Jemis Wong Lee Onn (MAS)            | Jemis Wong Lee Onn (MAS)            | 1                                 |                                   |   |                                     |                                     |                      |                      |   |           |           |           |  |
|  |                     |                     |              |  |  |                                     |                                     |                                   |                                   |   | Rogen Ladon (PHI)                   | Rogen Ladon (PHI)                   | 5                    |                      |   |           |           |           |  |
|  |                     |                     |              |  |  |                                     |                                     |                                   |                                   |   |                                     |                                     | Ammarit Yaodam (THA) | Ammarit Yaodam (THA) | 0 |           |           |           |  |
|  |                     |                     |              |  |  | Bang Non (CAM)                      | Bang Non (CAM)                      | 2                                 |                                   |   |                                     |                                     |                      |                      |   |           |           |           |  |
|  |                     |                     |              |  |  | Jose Barreto Quintas Da Silva (TLS) | Jose Barreto Quintas Da Silva (TLS) | 3                                 |                                   |   |                                     |                                     |                      |                      |   |           |           |           |  |
|  |                     |                     |              |  |  |                                     |                                     |                                   |                                   |   | Jose Barreto Quintas Da Silva (TLS) | Jose Barreto Quintas Da Silva (TLS) | 1                    |                      |   |           |           |           |  |
|  |                     |                     |              |  |  |                                     |                                     | Ammarit Yaodam (THA)              | Ammarit Yaodam (THA)              | 4 |                                     |                                     |                      |                      |   |           |           |           |  |
|  |                     |                     |              |  |  | Sakhone Lasavongsy (LAO)            |                                     |                                   |                                   |   |                                     |                                     |                      |                      |   |           |           |           |  |
|  |                     |                     |              |  |  | Ammarit Yaodam (THA)                | Ammarit Yaodam (THA)                | RSC                               |                                   |   |                                     |                                     |                      |                      |   |           |           |           |  |

### Nam Bantamweight (56kg)
|  | Tứ kết                      | Tứ kết                      | Tứ kết |  |  | Bán kết                     | Bán kết                     | Bán kết                |                        |   | Chung kết                   | Chung kết                   | Chung kết |  |
|  |                             |                             |        |  |  |                             |                             |                        |                        |   |                             |                             |           |  |
|  | Jill Mandagie (INA)         | Jill Mandagie (INA)         | 0      |  |  |                             |                             |                        |                        |   |                             |                             |           |  |
|  | Chatchai-decha Butdee (THA) | Chatchai-decha Butdee (THA) | 5      |  |  | Chatchai-decha Butdee (THA) | Chatchai-decha Butdee (THA) | 5                      |                        |   |                             |                             |           |  |
|  |                             |                             |        |  |  | Ian Clark Bautista (PHI)    | Ian Clark Bautista (PHI)    | 0                      |                        |   |                             |                             |           |  |
|  |                             |                             |        |  |  |                             |                             |                        |                        |   | Chatchai-decha Butdee (THA) | Chatchai-decha Butdee (THA) | 5         |  |
|  | Nguyễn Văn Đương (VIE)      | Nguyễn Văn Đương (VIE)      | 5      |  |  |                             |                             | Nguyễn Văn Đương (VIE) | Nguyễn Văn Đương (VIE) | 0 |                             |                             |           |  |
|  | Nanthavong Simphavong (LAO) | Nanthavong Simphavong (LAO) | 0      |  |  | Nguyễn Văn Đương (VIE)      | Nguyễn Văn Đương (VIE)      | 5                      |                        |   |                             |                             |           |  |
|  | Nat Sieknin (CAM)           | Nat Sieknin (CAM)           | 2      |  |  | Naing Latt (MYA)            | Naing Latt (MYA)            | 0                      |                        |   |                             |                             |           |  |
|  | Naing Latt (MYA)            | Naing Latt (MYA)            | 3      |  |  |                             |                             |                        |                        |   |                             |                             |           |  |

### Nam Lightweight (60kg)
|  | Tứ kết                            | Tứ kết                            | Tứ kết |  |  | Bán kết                 | Bán kết                 | Bán kết                |                        |   | Chung kết           | Chung kết           | Chung kết |  |
|  |                                   |                                   |        |  |  |                         |                         |                        |                        |   |                     |                     |           |  |
|  | Savon Ramos Monteiro (TLS)        | Savon Ramos Monteiro (TLS)        | 0      |  |  |                         |                         |                        |                        |   |                     |                     |           |  |
|  | Vũ Thành Đạt (VIE)                | Vũ Thành Đạt (VIE)                | 5      |  |  | Vũ Thành Đạt (VIE)      | Vũ Thành Đạt (VIE)      | 0                      |                        |   |                     |                     |           |  |
|  | Charly Suarez (PHI)               | Charly Suarez (PHI)               | RSC    |  |  | Charly Suarez (PHI)     | Charly Suarez (PHI)     | 5                      |                        |   |                     |                     |           |  |
|  | Paing Min Arkar (MYA)             | Paing Min Arkar (MYA)             |        |  |  |                         |                         |                        |                        |   | Charly Suarez (PHI) | Charly Suarez (PHI) | 5         |  |
|  | Khunatip Pidnuch (THA)            | Khunatip Pidnuch (THA)            | RSC    |  |  |                         |                         | Khunatip Pidnuch (THA) | Khunatip Pidnuch (THA) | 0 |                     |                     |           |  |
|  | Sim Viset (CAM)                   | Sim Viset (CAM)                   |        |  |  | Khunatip Pidnuch (THA)  | Khunatip Pidnuch (THA)  | 5                      |                        |   |                     |                     |           |  |
|  | Farrand Papendang (INA)           | Farrand Papendang (INA)           | 5      |  |  | Farrand Papendang (INA) | Farrand Papendang (INA) | 0                      |                        |   |                     |                     |           |  |
|  | Arfiqanie Bin Ahmad Anshori (MAS) | Arfiqanie Bin Ahmad Anshori (MAS) | 0      |  |  |                         |                         |                        |                        |   |                     |                     |           |  |

### Nam Light Welterweight (64kg)
|  | Tứ kết                                | Tứ kết                                | Tứ kết |  |  | Bán kết                | Bán kết                | Bán kết              |                      |   | Chung kết           | Chung kết           | Chung kết |  |
|  |                                       |                                       |        |  |  |                        |                        |                      |                      |   |                     |                     |           |  |
|  | Atichai Phoemsap (THA)                | Atichai Phoemsap (THA)                | 5      |  |  |                        |                        |                      |                      |   |                     |                     |           |  |
|  | Libertus Gha (INA)                    | Libertus Gha (INA)                    | 0      |  |  | Atichai Phoemsap (THA) | Atichai Phoemsap (THA) | 1                    |                      |   |                     |                     |           |  |
|  |                                       |                                       |        |  |  | James Palicte (PHI)    | James Palicte (PHI)    | 4                    |                      |   |                     |                     |           |  |
|  |                                       |                                       |        |  |  |                        |                        |                      |                      |   | James Palicte (PHI) | James Palicte (PHI) | 5         |  |
|  | Jonezi Emanuel Quintas Da Silva (TLS) | Jonezi Emanuel Quintas Da Silva (TLS) | 1      |  |  |                        |                        | Nguyễn Văn Hải (VIE) | Nguyễn Văn Hải (VIE) | 0 |                     |                     |           |  |
|  | Yon Daroth (CAM)                      | Yon Daroth (CAM)                      | 4      |  |  | Yon Daroth (CAM)       | Yon Daroth (CAM)       |                      |                      |   |                     |                     |           |  |
|  | Tay Jia Wei (SGP)                     | Tay Jia Wei (SGP)                     | 1      |  |  | Nguyễn Văn Hải (VIE)   | Nguyễn Văn Hải (VIE)   | RSC                  |                      |   |                     |                     |           |  |
|  | Nguyễn Văn Hải (VIE)                  | Nguyễn Văn Hải (VIE)                  | 4      |  |  |                        |                        |                      |                      |   |                     |                     |           |  |

### Nam Welterweight (69kg)
|  | Bán kết                   | Bán kết                   | Bán kết |  |  | Chung kết             | Chung kết             | Chung kết |  |
|  |                           |                           |         |  |  |                       |                       |           |  |
|  |                           |                           |         |  |  | Marjon Piañar (PHI)   | Marjon Piañar (PHI)   | 0         |  |
|  | Wuttichai Masuk (THA)     | Wuttichai Masuk (THA)     | 5       |  |  | Wuttichai Masuk (THA) | Wuttichai Masuk (THA) | 5         |  |
|  | Greece Simangunsong (INA) | Greece Simangunsong (INA) | 0       |  |  |                       |                       |           |  |

### Nam Middleweight (75kg)
|  | Tứ kết                   | Tứ kết                   | Tứ kết |  |  | Bán kết                          | Bán kết                   | Bán kết             |                     |    | Chung kết               | Chung kết               | Chung kết |  |
|  |                          |                          |        |  |  |                                  |                           |                     |                     |    |                         |                         |           |  |
|  |                          |                          |        |  |  | Nguyễn Mạnh Cường (VIE)          | Nguyễn Mạnh Cường (VIE)   | KO                  |                     |    |                         |                         |           |  |
|  | Kalanh Khotsombath (LAO) | Kalanh Khotsombath (LAO) | 0      |  |  | Siv Songmeng (CAM)               | Siv Songmeng (CAM)        |                     |                     |    |                         |                         |           |  |
|  | Siv Songmeng (CAM)       | Siv Songmeng (CAM)       | 5      |  |  |                                  |                           |                     |                     |    | Nguyễn Mạnh Cường (VIE) | Nguyễn Mạnh Cường (VIE) |           |  |
|  |                          |                          |        |  |  |                                  |                           | Eumir Marcial (PHI) | Eumir Marcial (PHI) | KO |                         |                         |           |  |
|  |                          |                          |        |  |  | Eumir Marcial (PHI) (PHI)        | Eumir Marcial (PHI) (PHI) | KO                  |                     |    |                         |                         |           |  |
|  |                          |                          |        |  |  | Mohamed Aswan Bin Che Azmi (MAS) |                           |                     |                     |    |                         |                         |           |  |

### Nam Light Heavyweight (81kg)
|  | Tứ kết                   | Tứ kết                   | Tứ kết |  |  | Bán kết                         | Bán kết                   | Bán kết                 |                         |   | Chung kết                 | Chung kết                 | Chung kết |  |
|  |                          |                          |        |  |  |                                 |                           |                         |                         |   |                           |                           |           |  |
|  |                          |                          |        |  |  | Anavat Thongkrathok (THA)       | Anavat Thongkrathok (THA) | 4                       |                         |   |                           |                           |           |  |
|  | Tun Ye Lin (MYA)         | Tun Ye Lin (MYA)         | 0      |  |  | Khir Akyazlan Azmi (MAS)        | Khir Akyazlan Azmi (MAS)  | 0                       |                         |   |                           |                           |           |  |
|  | Khir Akyazlan Azmi (MAS) | Khir Akyazlan Azmi (MAS) | 5      |  |  |                                 |                           |                         |                         |   | Anavat Thongkrathok (THA) | Anavat Thongkrathok (THA) | 3         |  |
|  | John Nobel Marvin (PHI)  | John Nobel Marvin (PHI)  | 2      |  |  |                                 |                           | Trương Đình Hoàng (VIE) | Trương Đình Hoàng (VIE) | 0 |                           |                           |           |  |
|  | Trương Đình Hoàng (VIE)  | Trương Đình Hoàng (VIE)  | 3      |  |  | Trương Đình Hoàng (VIE)         | Trương Đình Hoàng (VIE)   | RSC                     |                         |   |                           |                           |           |  |
|  |                          |                          |        |  |  | Frederico Soares Sarmento (TLS) |                           |                         |                         |   |                           |                           |           |  |

### Nữ Light Flyweight (48kg)
|  | Tứ kết                     | Tứ kết                     | Tứ kết |  |  | Bán kết                   | Bán kết                   | Bán kết            |                    |   | Chung kết           | Chung kết           | Chung kết |  |
|  |                            |                            |        |  |  |                           |                           |                    |                    |   |                     |                     |           |  |
|  | Htoo Aye Nyein (MYA)       | Htoo Aye Nyein (MYA)       | 5      |  |  |                           |                           |                    |                    |   |                     |                     |           |  |
|  | Danisha Mathialagan (SGP)  | Danisha Mathialagan (SGP)  | 0      |  |  | Htoo Aye Nyein (MYA)      | Htoo Aye Nyein (MYA)      | 0                  |                    |   |                     |                     |           |  |
|  |                            |                            |        |  |  | Endang Endang (INA)       | Endang Endang (INA)       | 5                  |                    |   |                     |                     |           |  |
|  |                            |                            |        |  |  |                           |                           |                    |                    |   | Endang Endang (INA) | Endang Endang (INA) | 0         |  |
|  | Chuthamat Raksat (THA)     | Chuthamat Raksat (THA)     | 1      |  |  |                           |                           | Josie Gabuco (PHI) | Josie Gabuco (PHI) | 5 |                     |                     |           |  |
|  | Josie Gabuco (PHI)         | Josie Gabuco (PHI)         | 4      |  |  | Josie Gabuco (PHI)        | Josie Gabuco (PHI)        | 5                  |                    |   |                     |                     |           |  |
|  | Trịnh Thị Diễm Kiều (VIE)  | Trịnh Thị Diễm Kiều (VIE)  | 5      |  |  | Trịnh Thị Diễm Kiều (VIE) | Trịnh Thị Diễm Kiều (VIE) | 0                  |                    |   |                     |                     |           |  |
|  | Daomayuly Chantilath (LAO) | Daomayuly Chantilath (LAO) | 0      |  |  |                           |                           |                    |                    |   |                     |                     |           |  |

### Nữ Flyweight (51kg)
|  | Tứ kết                  | Tứ kết                  | Tứ kết |  |  | Bán kết               | Bán kết               | Bán kết              |                      |   | Chung kết         | Chung kết         | Chung kết |  |
|  |                         |                         |        |  |  |                       |                       |                      |                      |   |                   |                   |           |  |
|  |                         |                         |        |  |  | Jutamas Jitpong (THA) | Jutamas Jitpong (THA) | 1                    |                      |   |                   |                   |           |  |
|  | Irish Magno (PHI)       | Irish Magno (PHI)       | 5      |  |  | Irish Magno (PHI)     | Irish Magno (PHI)     | 4                    |                      |   |                   |                   |           |  |
|  | Leona Hui Xin Yee (SGP) | Leona Hui Xin Yee (SGP) | 0      |  |  |                       |                       |                      |                      |   | Irish Magno (PHI) | Irish Magno (PHI) | 1         |  |
|  | Nguyễn Thị Tâm (VIE)    | Nguyễn Thị Tâm (VIE)    | 5      |  |  |                       |                       | Nguyễn Thị Tâm (VIE) | Nguyễn Thị Tâm (VIE) | 4 |                   |                   |           |  |
|  | Nelly (MYA)             | Nelly (MYA)             | 0      |  |  | Nguyễn Thị Tâm (VIE)  | Nguyễn Thị Tâm (VIE)  | RSC                  |                      |   |                   |                   |           |  |
|  |                         |                         |        |  |  | Nao Srey Pov (CAM)    |                       |                      |                      |   |                   |                   |           |  |

### Nữ Bantamweight (54kg)
|  | Tứ kết                       | Tứ kết                       | Tứ kết |  |  | Bán kết                 | Bán kết                 | Bán kết           |                   |   | Chung kết               | Chung kết               | Chung kết |  |
|  |                              |                              |        |  |  |                         |                         |                   |                   |   |                         |                         |           |  |
|  | Aira Villegas (PHI)          | Aira Villegas (PHI)          | 5      |  |  |                         |                         |                   |                   |   |                         |                         |           |  |
|  | Vilayphone Vongphachan (LAO) | Vilayphone Vongphachan (LAO) | 0      |  |  | Aira Villegas (PHI)     | Aira Villegas (PHI)     | 2                 |                   |   |                         |                         |           |  |
|  |                              |                              |        |  |  | Nilawan Techasuep (THA) | Nilawan Techasuep (THA) | 3                 |                   |   |                         |                         |           |  |
|  |                              |                              |        |  |  |                         |                         |                   |                   |   | Nilawan Techasuep (THA) | Nilawan Techasuep (THA) | 5         |  |
|  |                              |                              |        |  |  |                         |                         | Đỗ Nhã Uyên (VIE) | Đỗ Nhã Uyên (VIE) | 0 |                         |                         |           |  |
|  |                              |                              |        |  |  | Silpa Lau Ratu (INA)    | Silpa Lau Ratu (INA)    | 0                 |                   |   |                         |                         |           |  |
|  |                              |                              |        |  |  | Đỗ Nhã Uyên (VIE)       | Đỗ Nhã Uyên (VIE)       | 5                 |                   |   |                         |                         |           |  |

### Nữ Featherweight (57kg)
|  | Bán kết              | Bán kết              | Bán kết |  |  | Chung kết            | Chung kết            | Chung kết |  |
|  |                      |                      |         |  |  |                      |                      |           |  |
|  | Oo Nwe Ni (MYA)      |                      |         |  |  |                      |                      |           |  |
|  | BYE                  | BYE                  |         |  |  | Oo Nwe Ni (MYA)      | Oo Nwe Ni (MYA)      | 0         |  |
|  | Nesthy Petecio (PHI) | Nesthy Petecio (PHI) |         |  |  | Nesthy Petecio (PHI) | Nesthy Petecio (PHI) | 5         |  |
|  | BYE                  |                      |         |  |  |                      |                      |           |  |

### Nữ Lightweight (60kg)
|  | Tứ kết                   | Tứ kết                   | Tứ kết |  |  | Bán kết                  | Bán kết                  | Bán kết           |                   |   | Chung kết                | Chung kết                | Chung kết |  |
|  |                          |                          |        |  |  |                          |                          |                   |                   |   |                          |                          |           |  |
|  |                          |                          |        |  |  | Vy Sreykhouch (CAM)      | Vy Sreykhouch (CAM)      | 0                 |                   |   |                          |                          |           |  |
|  | Sudaporn Seesondee (THA) | Sudaporn Seesondee (THA) | 4      |  |  | Sudaporn Seesondee (THA) | Sudaporn Seesondee (THA) | 5                 |                   |   |                          |                          |           |  |
|  | Hà Thị Linh (VIE)        | Hà Thị Linh (VIE)        | 1      |  |  |                          |                          |                   |                   |   | Sudaporn Seesondee (THA) | Sudaporn Seesondee (THA) | 4         |  |
|  |                          |                          |        |  |  |                          |                          | Riza Pasuit (PHI) | Riza Pasuit (PHI) | 1 |                          |                          |           |  |
|  |                          |                          |        |  |  | Riza Pasuit (PHI)        | Riza Pasuit (PHI)        | 4                 |                   |   |                          |                          |           |  |
|  |                          |                          |        |  |  | Huswatun Hasanah (INA)   | Huswatun Hasanah (INA)   | 1                 |                   |   |                          |                          |           |  |